# Opernloft

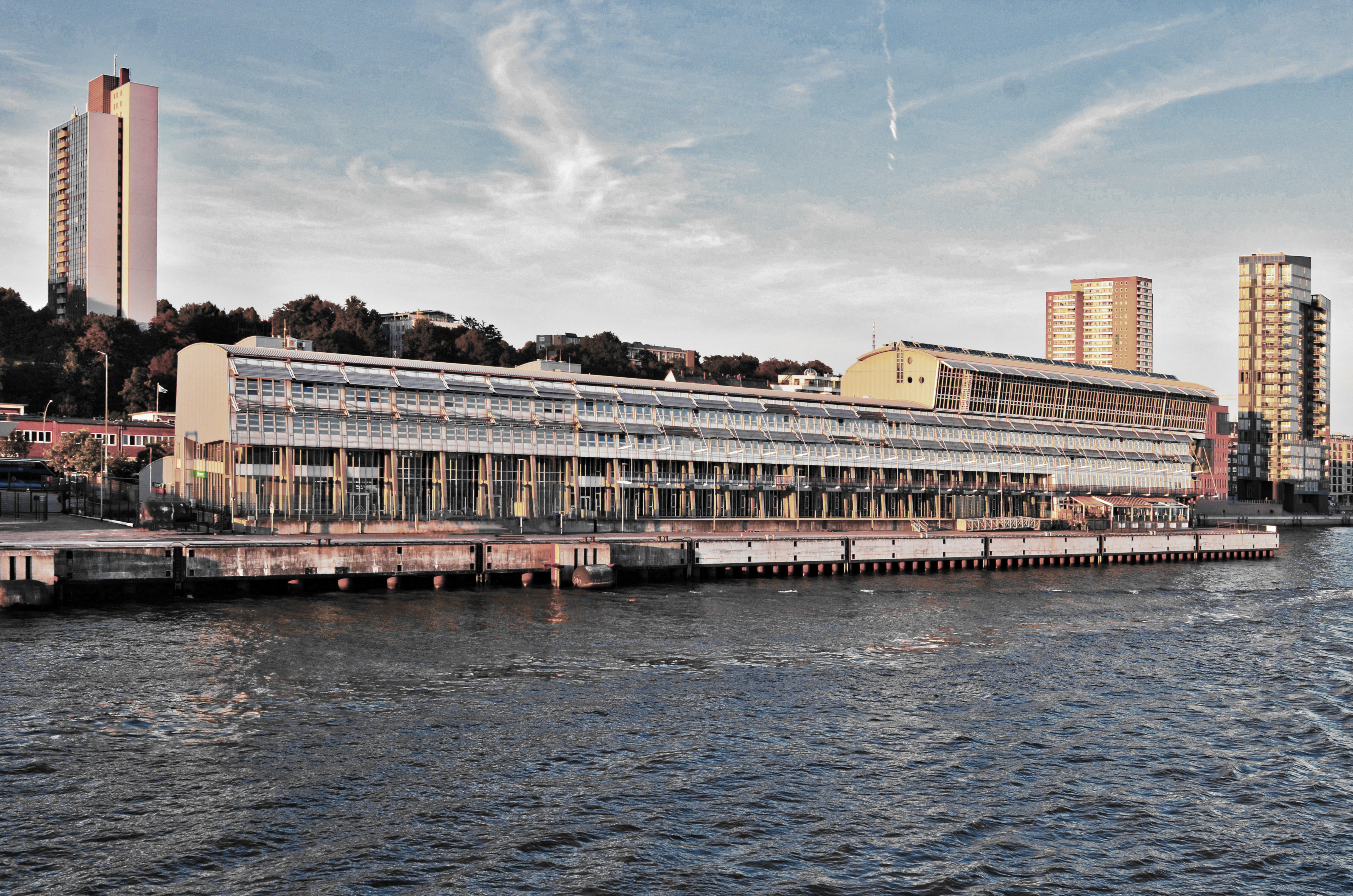
Altes Fährterminal Altona

Das Opernloft ist ein privates Musiktheater in Hamburg, das 2002 gegründet wurde. Absicht der Gründerinnen war es, den Einstieg in das Genre Oper zu erleichtern. Die seitdem entwickelten Opern-Formate sind meist deutlich kürzer als im Original. Gespielt wird in Kammeroper-Besetzung, also mit Vokalsolisten und wenigen Instrumenten, ohne Chor und ohne Orchester. Seit 2018 nutzt das Opernloft umgebaute Räume des Alten Fährterminals an der Elbe in Altona-Altstadt.

## Geschichte
2002 gründeten Yvonne Bernbom und Inken Rahardt das Junge Musiktheater Hamburg e. V. als gemeinnützigen Verein und freies Theater ohne eigene Spielstätte. Während der Anfangsjahre stieß Susann Oberacker zum Leitungsteam dazu. Die Probebühne des Jungen Musiktheaters Hamburg in der Eilbeker Conventstraße wurde 2007 zur ersten eigenen Spielstätte mit ca. 100 Sitzplätzen umgebaut und als Opernloft eröffnet. Im Zuge dessen entstanden auch die ersten neuen Formate „Oper in Kurz“ und der „Sängerkrieg“, der heute als „Opern-Slam“ bekannt ist.
Im Sommer 2010 zog das Opernloft in die ehemalige Rotationshalle des Axel-Springer-Verlags an der Fuhlentwiete 7 in der Hamburger Innenstadt. Der Name Opernloft ergab sich aus dem Programm (Oper) und der Location in der umgebauten Fabriketage, also einem Loft. Während der Zeit in der Fuhlentwiete entstand auch das neue Format der „Krimioper“, geschrieben von Susann Oberacker. Im Jahr 2015 musste das Theater die Räumlichkeiten in der Innenstadt aufgeben, weil das Gebäude abgerissen werden sollte.
Während der Suche nach einer eigenen neuen Spielstätte nutzte das Opernloft von 2016 bis 2018 in Kooperation mit dem Ernst-Deutsch-Theater dessen Theaterräume. Ende 2017 wurde der Mietvertrag über das ehemalige Englandfährterminal in Altona geschlossen. Der Alte Fährterminal direkt an der Elbe wurde zu einem modernen Theater umgebaut – mit Gastronomie, Terrasse und einem Saal für 250 Zuschauer. Im November 2018 fand die Eröffnungsgala statt und damit nahm das Opernloft den regelmäßigen Spielbetrieb im Alten Fährterminal Altona auf.

## Konzept
Das Opernloft hat das Ziel, Oper für alle zugänglich zu machen. Dafür werden die Werke der Komponisten in die heutige Zeit verlegt und die Geschichte auf ihren Kern konzentriert. So entstehen Opern in 90 Minuten, die den Zugang zum Medium Oper erleichtern, aber auch ganz neue Perspektiven darauf eröffnen sollen. Ein zentraler Aspekt besteht in der Nähe des Publikums zu den Darstellern, die zum Beispiel durch die Eventopern erzielt wird. Hier sind die Zuschauer mitten im Geschehen und agieren selbst als Besucher der Trattoria Tosca oder des Casino Paradiso in La Traviata. Im Spielplan stehen meist etwa vier sowohl bekannte als auch unbekannte Opern.
Das wirtschaftliche Konzept des Opernlofts beruht auf einer Mischfinanzierung. Die jährlichen Kosten (ohne Abschreibungen) lagen 2021–2024 bei etwa 1,2 Mio. EUR. Ein Teil der Kosten wird durch Erlöse aus dem Ticketverkauf getragen, ergänzt durch Erlöse aus der Gastronomie und der Vermietung der Flächen für Events. Dazu kommen Förderungen durch den Kernhaushalt der Stadt Hamburg, so wie sie auch an andere Privattheater der Stadt gezahlt werden. In den Spielzeiten 2021/22 und 2022/23 förderte die Stadt das Opernloft mit 251 bzw. 301 Tausend EUR pro Jahr.

## Formate

### Opern in Kurz
Die Stücke werden auf 90 Minuten gekürzt, erzählen aber weiterhin eine zusammenhängende Geschichte mit kleinerer Besetzung aus einem Ensemble von drei bis fünf Sängern und neuen Schwerpunkten. Dadurch sollen dem Publikum neue Perspektiven auf die Werke und ihren Inhalt eröffnet werden.
Es werden kurze Sprechtexte, Musikstücke aus anderen Genres oder Opern, Technik wie Smartphones oder auch Ton- und Videoeinspielungen verwendet; meist unter Begleitung durch ein Klaviertrio. Zusätzlich werden aktuelle Themen aufgegriffen, wie zum Beispiel Gleichberechtigung oder die Frauenquote. Der Schwerpunkt liegt jedoch selbstverständlich im klassischen Gesang der Sänger.

### Eventoper
Eventoper ist eine Unterkategorie der Oper in Kurz. Die Zuschauer sitzen mitten im Geschehen und können ganz in die Welt der Geschichte abtauchen. In La Traviata beispielsweise sitzt das Publikum an Spieltischen im Casino, während die Darsteller zwischen ihnen agieren. In dieser Operninszenierung kann das Publikum auch selbst an den Spieltischen mitspielen und sein Glück versuchen.

### Krimioper
Krimiopern sind eigene, neu geschriebene Geschichten des Opernlofts im Krimi-Genre. Darin geht es um die Aufklärung eines oder mehrerer Mord- oder Kriminalfälle aus der Operngeschichte, wie der Fliegende Holländer, Manon oder Carmen. Die Stücke werden eigens für das Opernloft von Susann Oberacker geschrieben. Neben unterschiedlichen Musikstücken aus Opernarien, Seemannsliedern oder Schlagern werden hier auch mehr Sprechtexte eingebaut, wodurch sich die Krimiopern besonders gut für Opern-Einsteiger eignen.

### Opern-Slam
Der Opern-Slam, vormals „Sängerkrieg“ genannt, ähnelt der Struktur eines Poetry-Slams – nur mit Opernarien anstatt selbstgeschriebenen Texten. Jeder Slam steht unter einem Motto, zum Beispiel „Halloween“ oder „Nikolaus“. Zu diesen Themen gibt es Kategorien, in denen die Sänger gegeneinander antreten. Sie wählen eine Arie aus, aus der sie 90 Sekunden singen dürfen und alles tun können, um das Publikum von ihrem Können zu überzeugen. Das Publikum entscheidet, wer die Punkte für die jeweiligen Kategorien bekommt. Zusätzlich gibt es Fragen an das Publikum zu den vorgetragenen Arien und Komponisten sowie zu den Hintergründen der einzelnen Stücke in Form eines Quiz.

## Gebäude

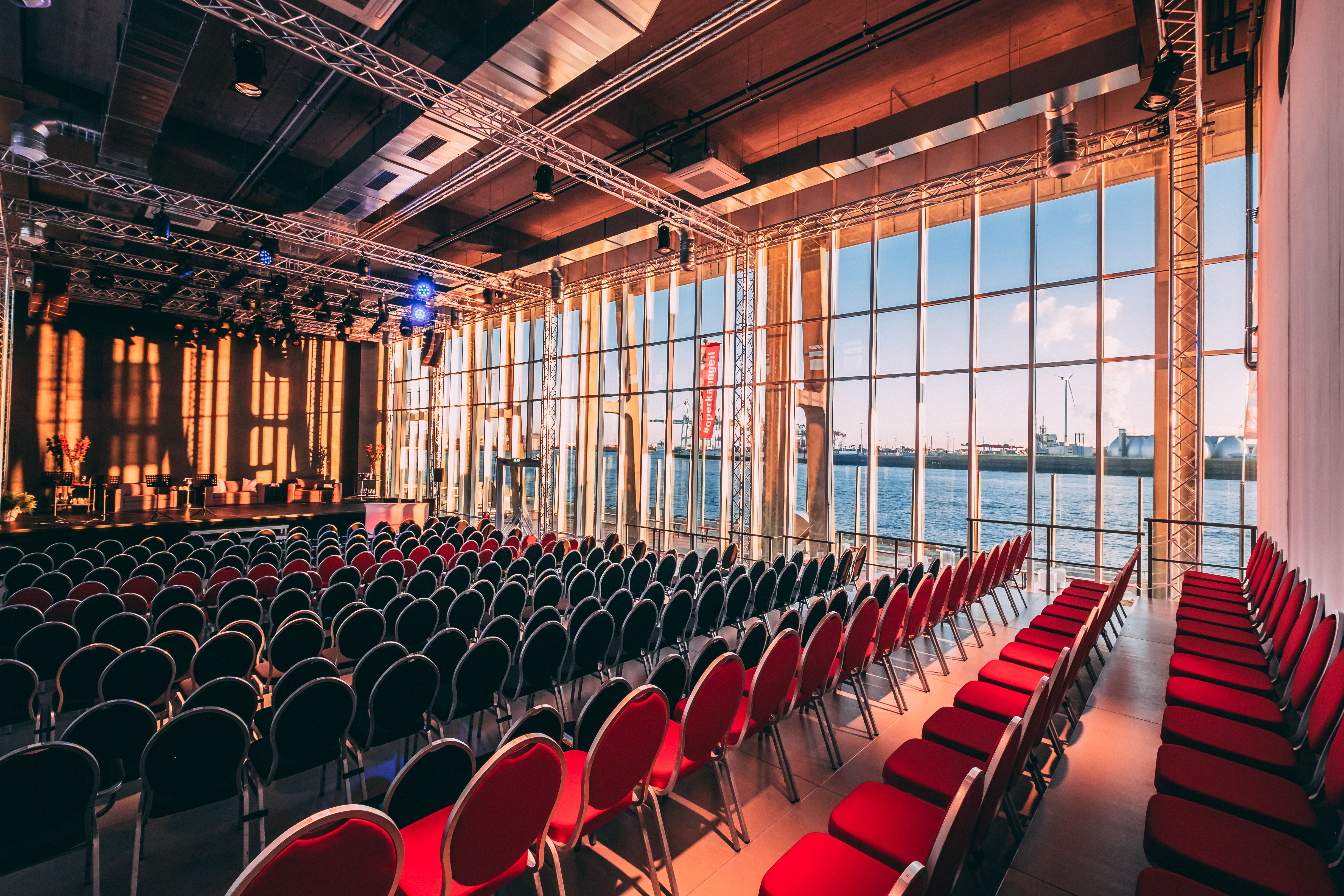
Der Theatersaal

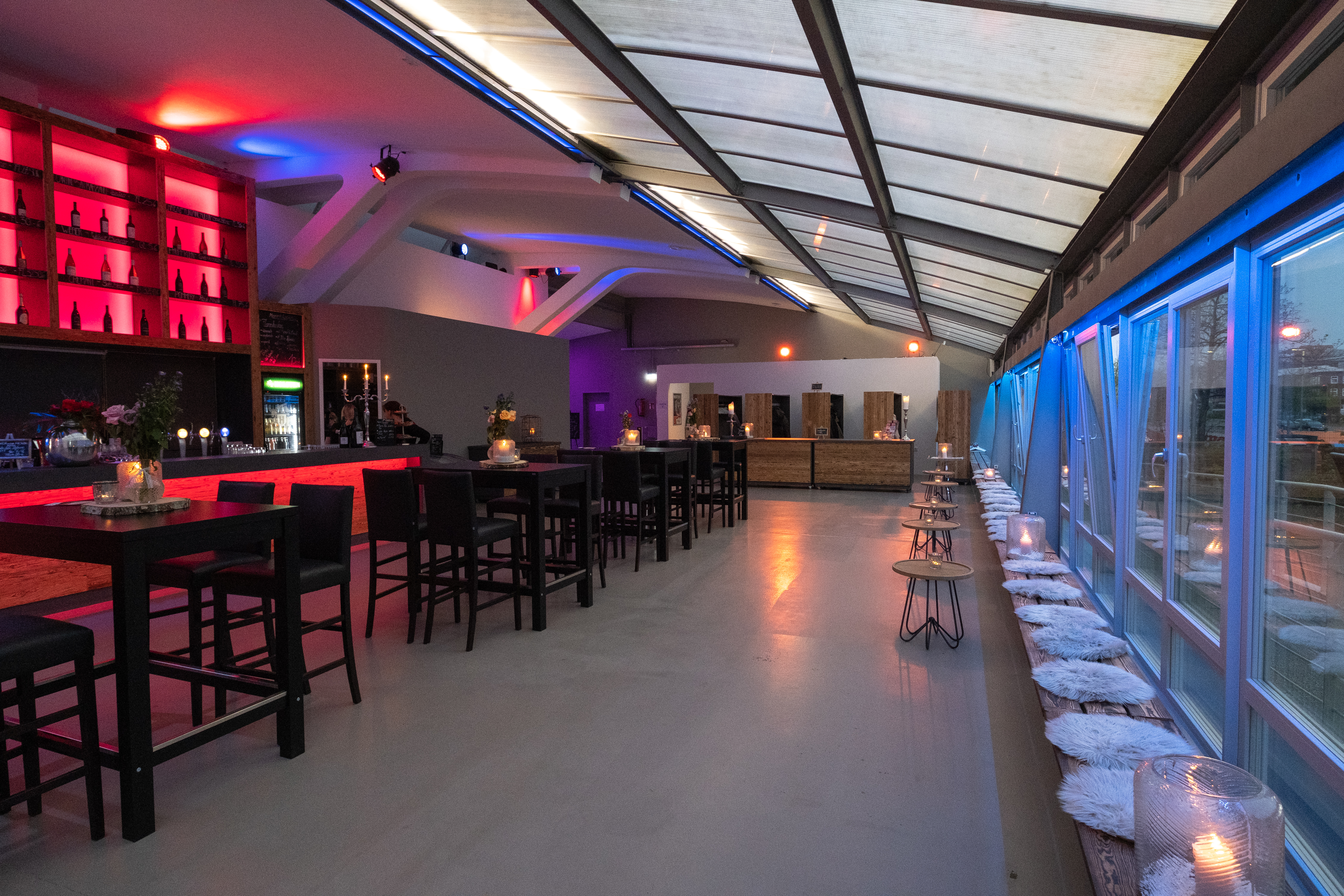
Das Foyer

Das Opernloft nutzt das Gebäude des 1993 eröffneten Alten Fährterminals in der Van-der-Smissen-Straße 4 in Altona. Der Theatersaal hat eine Fläche von 300 m², die Bühne misst 7 mal 12 Meter. Das Publikum sitzt vorne an Tischen und hinten in Reihen. Das Theater verfügt über eine Bar, ein Bistro und eine Terrasse.

## Auszeichnungen
Der Rolf-Mares-Preis ist ein Preis, der von Hamburger Bühnen ausgelobt wird und jedes Jahr an 13 Personen vergeben wird, die an Inszenierungen in Hamburg mitgewirkt haben.
- 2008: Rolf-Mares-Preis an Feline Knabe für ihre Titelrolle in Carmen[10]
- 2009: Rolf-Mares-Preis an Claudia Weinhart für das Bühnenbild der Perlenfischer[11]
- 2009: Ort der Initiative „Deutschland – Land der Ideen“ an das Opernloft, einer von 365 im Jahr 2009 ausgezeichneten Orte[12]
- 2010: Pegasus-Preis für Hamburger Privattheater, gestiftet von ExxonMobil, an das Opernloft[13]
- 2010: Rolf-Mares-Preis an Inken Rahardt für die Inszenierung von Tolomeo[14]
- 2012: Rolf-Mares-Preis an Lisa Jackson für die Rolle der Gilda in Rigoletto[15]
- 2014: Rolf-Mares-Preis an Margarethe Mast für das Bühnenbild von Der Freischütz[16]
- 2015: Rolf-Mares-Preis an Inken Rahardt für die Inszenierung von Orlando furioso[17]
- 2020: Rolf-Mares-Preis an Freja Sandkamm für die Darstellung der Violetta in La Traviata[18]